# SINGLE COLLECTION (長渕剛のアルバム)
『SINGLE COLLECTION』（シングル・コレクション）は、日本のシンガーソングライター、長渕剛のベスト・アルバム（ミニ・アルバム）である。
1988年12月4日に東芝EMI/EXPRESSよりリリースされた。

## 解説
1987年から1988年に発表されたシングル4曲を収録。

## 収録曲
| 全作詞・作曲: 長渕剛、全編曲: 瀬尾一三、長渕剛。 |                        |        |            |      |
| #                                                | タイトル               | 作詞   | 作曲・編曲 | 時間 |
| 1.                                               | 「泣いてチンピラ」     | 長渕剛 | 長渕剛     | 4:27 |
| 2.                                               | 「ろくなもんじゃねえ」 | 長渕剛 | 長渕剛     | 4:11 |
| 3.                                               | 「乾杯」               | 長渕剛 | 長渕剛     | 5:29 |
| 4.                                               | 「NEVER CHANGE」       | 長渕剛 | 長渕剛     | 5:58 |
| 合計時間:                                        | 合計時間:              | 20:05  |            |      |